# Světlík (přírodní rezervace)
Světlík je přírodní rezervace zaujímající plochu rybníka Světlík a několika přilehlých pozemků ve východní části okresu Děčín na jihu Šluknovské pahorkatiny. Rezervace byla vyhlášena 1. prosince 1995 a v roce 2008 byla nařízením Ústeckého kraje rozšířena na 65,753 ha. Zasahuje do katastrů Horního Podluží a Studánky u Rumburku.
Rybník o rozloze 11,6 ha patří do povodí potoka Lužničky, který se na německém území vlévá do Mandavy. Je umístěn v nadmořské výšce 493 metrů, jeho objem při provozní hladině je 121 000 m³. Průměrná hloubka rybníka je 1,04 metru, dlouhodobý roční průtok je 21 l/s. V letech 1996–1997 proběhlo odbahnění rybníka společně s rekonstrukcí hráze. Vodní dílo je využíváno k rybolovu Místní organizací Českého rybářského svazu Horní Podluží. Lov ryb je povolen pouze v tabulemi označeném úseku, od 16. března do 30. června je lov ryb v úseku označeném v rákosí zakázán z důvodu hnízdění ptactva. Na březích rybníka se nachází větrný mlýn, který byl v provozu až do roku 1945.
Přírodní rezervace Světlík se nachází v Ptačí oblasti Labské pískovce na migrační cestě tažných ptáků. Na vodní plochu navazují vlhké, podmáčené zrašeliněné louky se vzácnou vegetací a výskytem ohrožených druhů rostlin a živočichů. Vyskytuje se zde mj. suchopýr pochvatý (Eriophorum vaginatum), suchopýr úzkolistý (E. angustifolium), prha arnika (Arnica montana), prstnatec májový (Dactylorhiza majalis), zábělník bahenní (Comarum palustre), smldník bahenní (Peucedanum palustre), ostřice latnatá (Carex paniculata) a starček potoční (Tephroseris crispa). Roste zde vrba plazivá (Salix repens), hnízdí např. jeřáb popelavý (Grus grus) a chřástal vodní (Rallus aquaticus). Rybník je lovištěm orla mořského (Haliaeetus albicilla).

## Lokalita

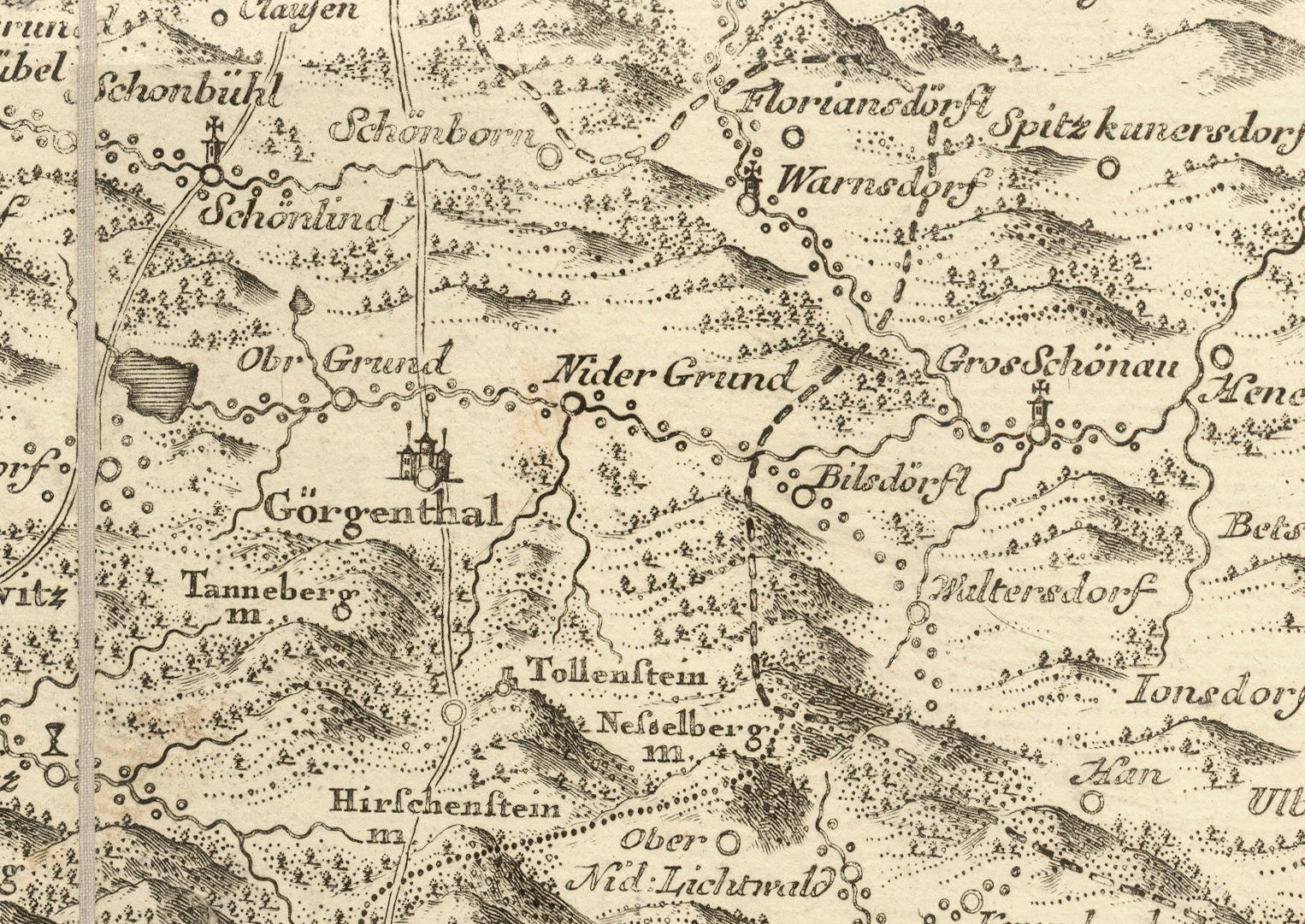
Rybník Světlík spolu s Velkým rybníkem je zobrazen již na Müllerově mapě Čech z roku 1720

Území přírodní rezervace leží na katastrálních územích Horního Podluží a Studánky u Rumburku ve východní části okresu Děčín, v nadmořské výšce 485–508 metrů. Lokalita se nachází severně od Horního Podluží a jižně od Studánky, která je součástí Varnsdorfu. Severní část rezervace je lemována lesem. Světlík je součástí přírodní lesní oblasti číslo 20 Lužická pahorkatina. Z geomorfologického pohledu se rezervace nachází ve Šluknovské pahorkatině, podcelku Rumburská pahorkatina. Z klimatického hlediska v mírně teplé oblasti 2. Samotný rybník leží v nadmořské výšce 493 metrů a nejstarší zmínku o něm lze nalézt na Müllerově mapě Čech z roku 1720, kde je zobrazen.
V blízkosti přírodní rezervace je záměr vybudovat tři větrné elektrárny typu Enercon E-82. Poblíž bylo nepravidelně v provozu letiště pro ultralehká letadla.
Dle Plánu péče pro přírodní rezervaci Světlík pro období 2005–2014 se povrch rezervace skládá z lesní půdy o výměře 98 000 m² a zemědělské půdy o výměře 111 412 m², rozloha vodních ploch a toků je 116 178 m² a výměra ostatních ploch 214 202 m².

## Historie

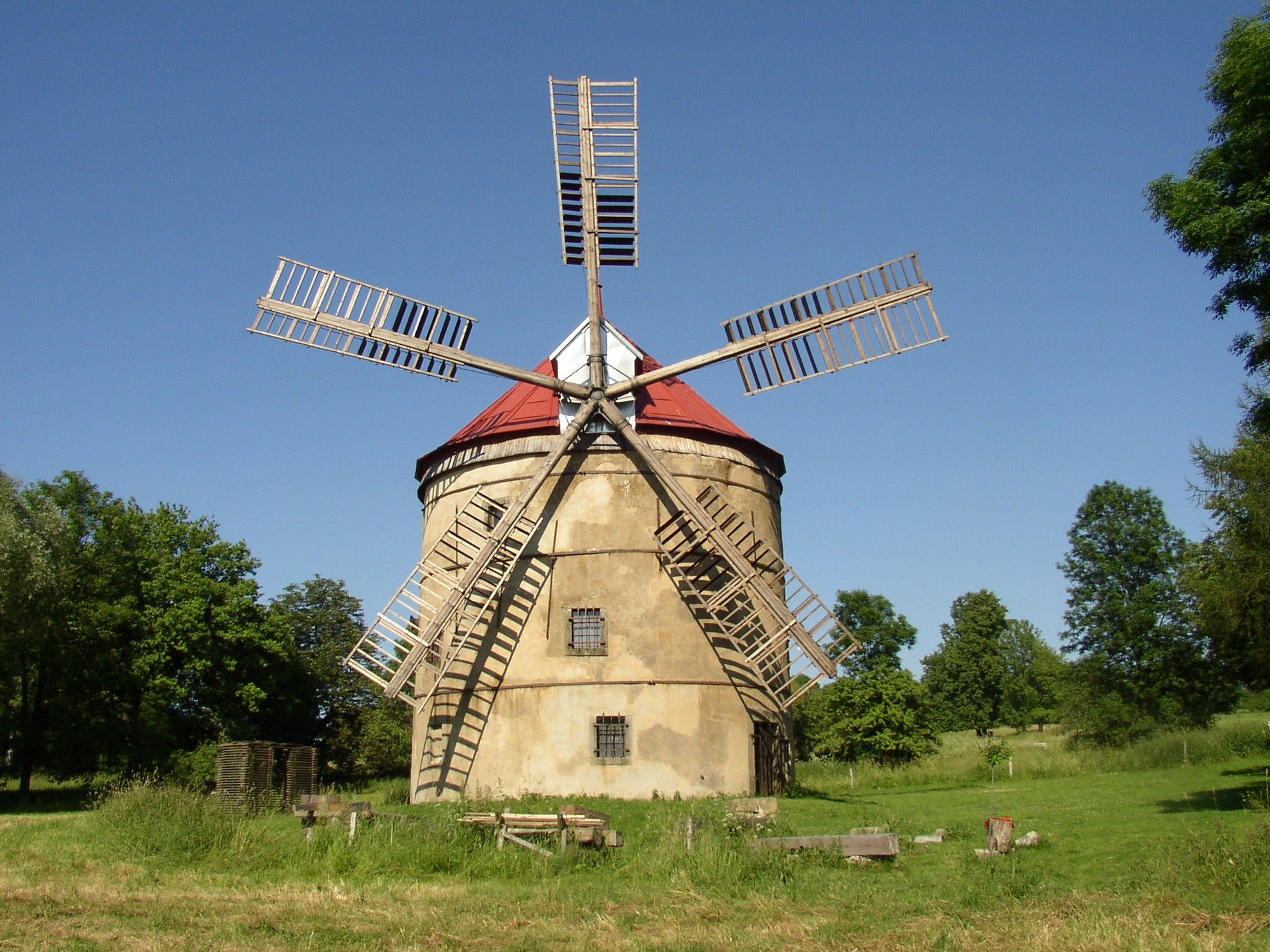
Pětilopatkový větrný mlýn na břehu rybníka Světlík

V roce 1959 byl proveden průzkum rašelinového ložiska. Ložisko v přírodní rezervaci je registrováno pod číslem 10 a pod názvem Studánka. Má rozlohu 15 ha a objem rašeliny 180 000 m³. V severní části rezervace probíhala v letech 1972–1976 těžba rašeliny. Po ukončení těžby nedošlo k přeměně vytěžených ploch na les. Ponechané „vytěžené“ plochy a některé meliorační kanály jsou patrné do dnešní doby. Na této ploše se vytvořil specifický biotop s populací ohrožených mokřadních živočichů a rostlin, který je dnes předmětem ochrany.
Na břehu rybníka stojí pětilopatkový větrný mlýn holandského typu, který byl postaven v roce 1843 a byl v provozu až do roku 1945. Mlýn byl v letech 2002 až 2009 rekonstruován a stále je reálným mlýnem bez znehodnocujících úprav. Mlýn nemá vedlejší funkce a nemá je mít ani budoucnu.
Přírodní rezervace Světlík byla vyhlášena v roce 1995. Celá rezervace má několikanásobně větší plochu než rybník a zahrnuje i různé suchozemské ekosystémy a společenstva. Některá rostlinná společenstva na území chráněného území i za jeho okraji jsou vzácná, což byl jeden důvodů pro nařízení Ústeckého kraje číslo 2/2008 ze dne 12. března 2008, kterým byla zřízena Přírodní rezervace Světlík s nově určeným rozsahem a s nově definovanými podmínkami ochrany.

## Přírodní poměry

### Geologie
Geologický podklad tvoří lužický žulový masiv, pravděpodobně assyntského stáří, a je zastoupen středně zrnitým biotitickým granodioritem. Vytvořily se zde horské pseudoglejové hnědé půdy, humusové pseudogleje, rašeliništní půdy a rašeliny, lze zde najít i sprašové hlíny.
V okolí rybníka se nachází malá holocenní akumulace humolitů – jedná se o ostřico-rákosovou slatinu, která má průměrnou mocnost 1,3 metru (maximální mocnost je 2,8 metru) a rozlohu 17,9 ha, objem 169 tisíc m³.

### Hydrologie

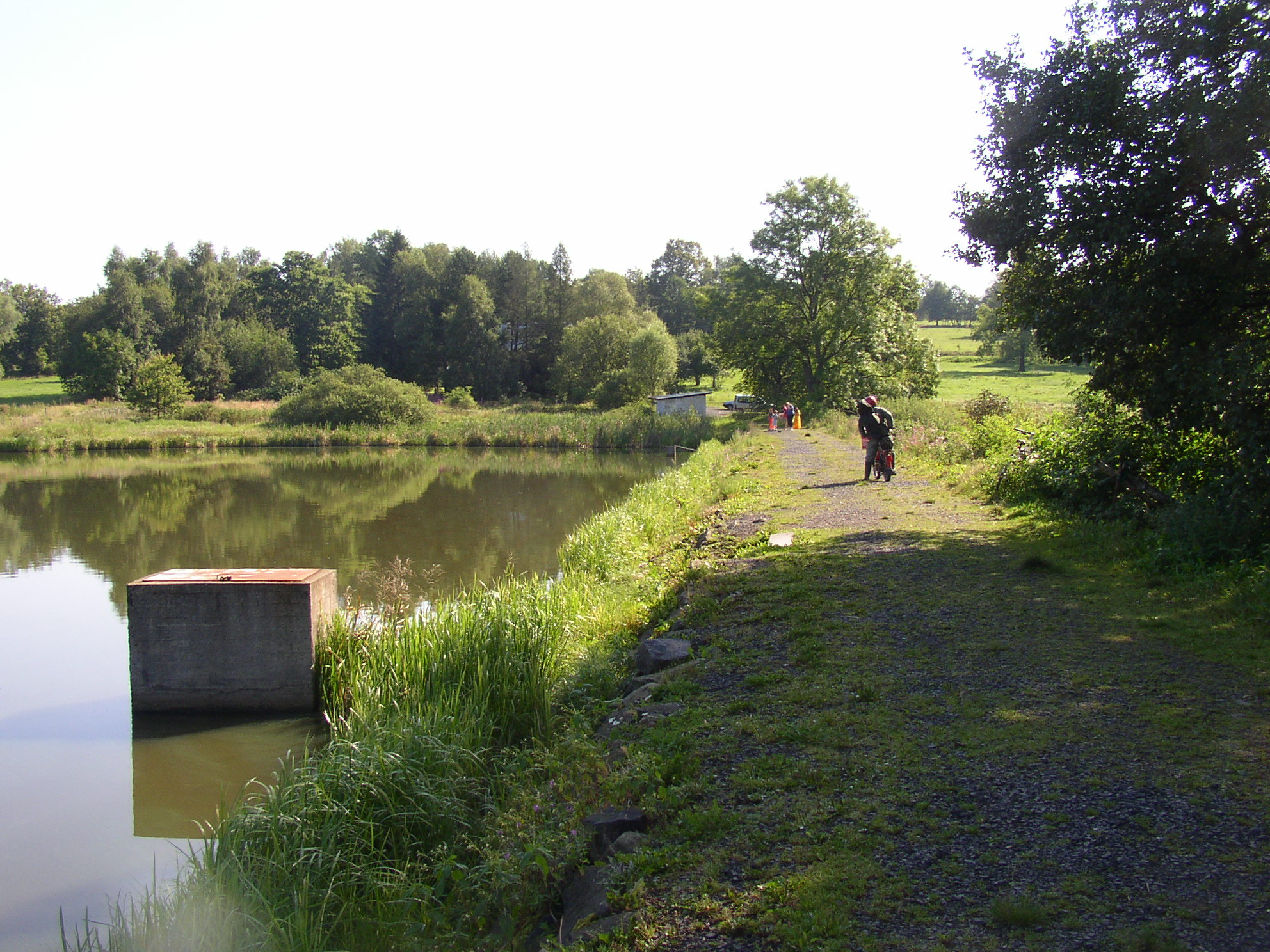
Hráz rybníka Světlík

Na území rezervace se nachází rybník o rozloze 11,6 ha a s plochou povodí 1,8 km². V povodí rybníka je dlouhodobý průměrný roční úhrn srážek 900 mm a dlouhodobý průměrný roční průtok 21 l×s−1. Maximální výška rybniční hráze ze vzdušní strany je 3,8 metru, minimální šířka koruny hráze je 4,2 metru. Kóta normální hladiny je 492,92 metrů nad mořem, délka hráze je 275 metrů, průměrná šířka koruny hráze je 4,5 metru a objem rybníka při provozní hladině je 121 000 m³. Rybník má průměrnou hloubku 1,04 metru. Teoretické zdržení vody a doba potřebná na naplnění rybníka je přibližně 67 dnů. V letech 1996 a 1997 byla rekonstruována hráz a bylo provedeno poměrně necitlivé odbahnění rybníka bez pozvolných přechodů do okolního terénu. Rybník je ve vlastnictví obce Horní Podluží a je využíván ke sportovnímu rybolovu. Okres Děčín, kde se rybník nalézá, má nízký podíl vodních ploch a jelikož rybník patří mezi největší vodní plochy v okrese, je vyvíjen silný tlak na jeho rekreační využití. Souvislé litorální porosty, velké zvodnění břehů a přítomnost rybářů na hrázi však nejsou příznivé k rekreačnímu využívání rybníka.
Dne 29. srpna 2009 byl proveden průzkum sedimentů na dně rybníka. Dno je celoplošně pokryto 10–30 centimetrů silnou vrstvou černého vodnatého a anaerobního sedimentu, který do vody snadno uvolňuje fosfor. V přítokové částí rybníka je dno tvořeno rašelinou. V místech, kde je přísun organického materiálu, dochází k rozkladu rašeliny a ke tvorbě bahenních plynů. Ke tvorbě těchto plynů přispívá i rycí činnost velkých kaprů. Rozklad rašeliny odstartovalo odbahnění rybníka v 90. letech 20. století. V delším časovém úseku tak není potřeba rybník odbahňovat.

### Flora

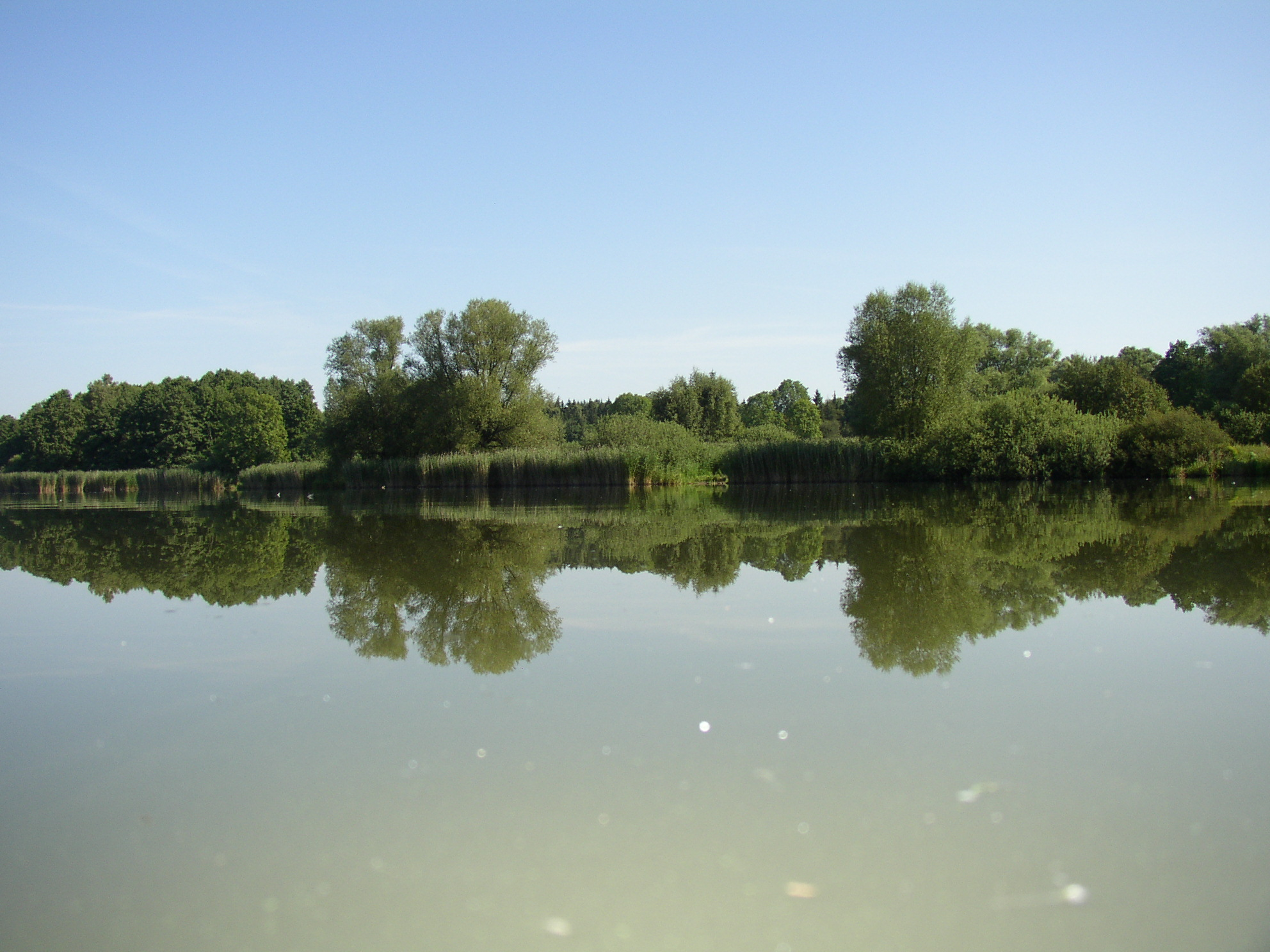
Břeh rybníka Světlík s litorálními porosty

Ve vzorku z 11. srpna 2009 převažovaly ve fytoplanktonu v počtu 60 tisíc buněk na 1 ml zelené planktonní druhy, nejhojněji druhy sinic a řas Pediastrum tetras, dále Scenedesmus quadricauda, Pediastrum boryanum, méně hojně celá řada dalších běžných rybničních druhů – další druhy rodů (Scenedesmus, Pediastrum, dále Coelastrum, Monoraphidium, Tetrastrum) a další.
Vodní nádrž je bohatá na floru, což indikuje výchozí přirozený oligotrofní stav. V rezervaci se vyskytuje např. vřes obecný (Calluna vulgaris), ostřice zobánkatá (Carex rostrata), bezkolenec modrý (Molinia caerulea), v mechovém patře přistupují vlhkomilné druhy jako jsou rašeliníky (Sphagnum spec. div.). Intenzifikace hospodaření na rybníce (rybí obsádky, přikrmování ryb, hnojení a vápnění) je příčinou mezotrofního až mírně eutrofního stavu nádrže, které je indikováno například výskytem zblochanu vodního (Glyceria maxima). Probíhající sukcese by bez řádného obhospodařování (kosení a odhrnování) měla za následek postupný zánik rybníka, byť by po určitou dobu mohla vytvořit příznivé životní prostředí pro určité druhy ptáků.
Z dřevin se na území rezervace vyskytuje olše lepkavá (Alnus glutinosa), bříza bělokorá (Betula pendula), topol osika (Populus tremula), dub letní (Quercus robur), vrba ušatá (Salix aurita), vrba jíva (Salix caprea), vrba popelavá (S. cinerea), vrba křehká (S. fragilis), vrba košíkářská (S. viminalis) a jeřáb ptačí (Sorbus aucuparia).
Z bylin byly zaznamenány řebříček bertrám (Achillea ptarmica), puškvorec obecný (Acorus calamus), žabník jitrocelový (Alisma plantago-aquatica), děhel lesní (Angelica sylvestris), papratka samičí (Athyrium filix-femina), dvouzubec nicí (Bidens cernua), dvouzubec paprsčitý (B. radiata), vřes obecný (Calluna vulgaris), blatouch bahenní (Caltha palustris), ostřice šáchorovitá (Carex bohemica), ostřice třeslicovitá (C. brizoides), ostřice štíhlá (C. gracilis), ostřice řídkoklasá (C. remota), ostřice zobánkatá (C. rostrata), pcháč bahenní (Cirsium palustre), metlice trsnatá (Deschampsia cespitosa), bahnička vejčitá (Eleocharis ovata), vrbovka úzkolistá (Epilobium angustifolium), vrbovka žláznatá (E. ciliatum), vrbovka chlupatá (Ep. hirsutum), tužebník jilmový (Filipendula ulmaria), konopice pýřitá (Galeopsis pubescens), svízel bahenní (Galium palustre), zblochan vzplývavý (Glyceria fluitans), zblochan vodní (G. maxima), kosatec žlutý (Iris pseudacorus), sítina smáčknutá (Juncus compressus), sítina rozkladitá (J. effusus), hrachor luční (Lathyrus pratensis), okřehek menší (Lemna minor), štírovník růžkatý (Lotus corniculatus), karbinec evropský (Lycopus europaeus), vrbina obecná (Lysimachia vulgaris), bezkolenec modrý (Molinia caerulea), halucha vodní (Oenanthe aquatica), rdesno obojživelné (Persicaria amphibia), rdesno blešník (P. lapathifolia), chrastice rákosovitá (Phalaris arundinacea), rákos obecný (Phragmites australis), mochna nátržník (Potentilla erecta), pryskyřník lítý (Ranunculus sceleratus), pryskyřník velký (R. lingua), šťovík přímořský (Rumex maritimus), skřípina kořenující (Scirpus radicans), starček Fuchsův (Senecio ovatus), čistec bahenní (Stachys palustris), orobinec širokolistý (Typha latifolia), kopřiva dvoudomá (Urtica dioica) a bublinatka jižní (Utricularia australis) a různé druhy rašeliníků (Sphagnum spec. div.).

### Fauna

#### Bezobratlí

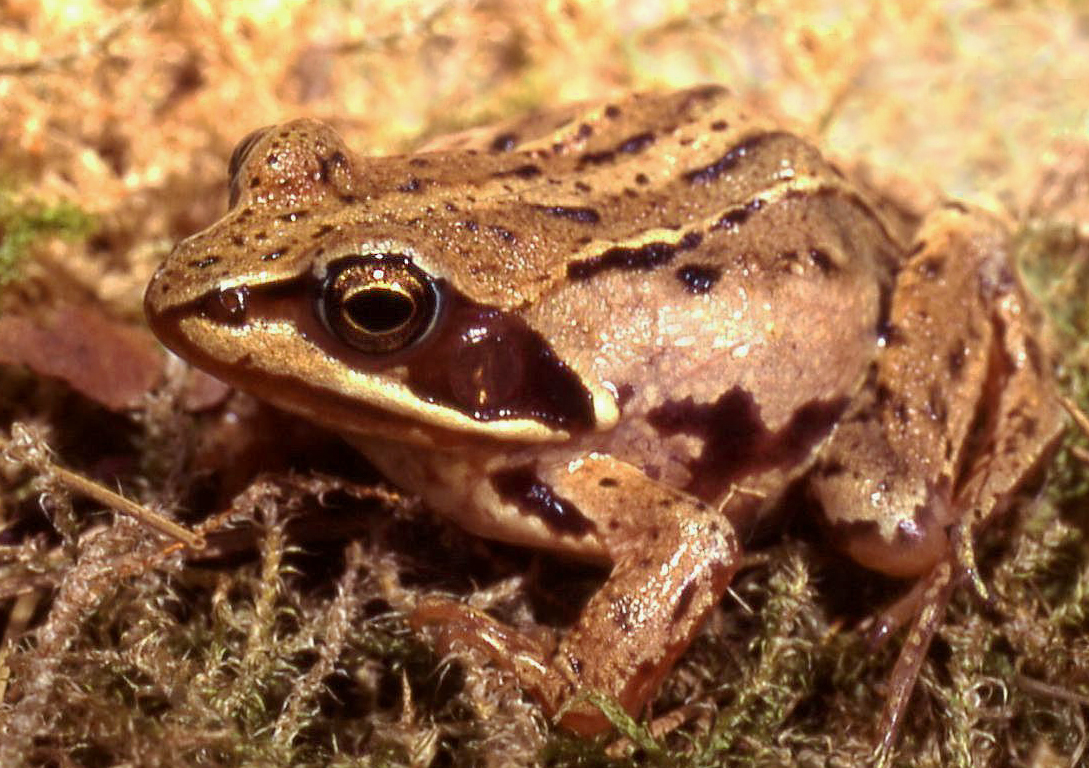
Z obojživelníků se v rezervaci pravidelně rozmnožuje skokan ostronosý

V rybníce se v letech 2008 až 2009 vyskytoval zooplankton o biomase mezi 3 až 9 g/m³ s průměrem 5 g/m³. Vzhledem k hypertrofii rybníka se jedná o poměrně nízkou hodnotu a hodnota zřejmě významně závisí na podílu drobnějších ryb v rybníce a jejich vyžíracího tlaku na zooplankton.
Druhové složení zooplanktonu odpovídá eutrofnímu stavu rybníka, vyskytují se zde vířníci druhů Pompholyx sulcata, Trichocerca pusilla a druh buchanky Acanthocyclops trajani. Druhové spektrum zooplanktonu není ochuzené jako v kaprových rybnících s vyšší produkcí. Významně zastoupeny jsou druhy z nádrží s velkým podílem síťového fytoplanktonu, zejména sinic, které dávají planktonu poněkud jezerní charakter. Je tak možné zde nalézt nosatičku jezerní (Bosmina coregoni), hrotnatku jezerní (Daphnia cucullata) či ramenatku velkou (Leptodora kindtii).
V roce 1995, rok před vypuštěním rybníka, bylo složení zooplanktonu jiné. Byly více zastoupeny fytofilní a bentické rody bezobratlých (Colurella, Euchlanis, Lophocharis, Mytilina, Rotaria, Testudinella, Acroperus, Alona, Ilyocryptus) a druhy charakteristické spíše pro mezotrofní oblasti (Conochiloides dossuarius, Keratella ticinensis, Polyarthra remata, Trichocerca sp. div.). Místo zmíněných „jezerních druhů“ byly zastoupeny i obvyklejší druhy jako nosatička obecná (Bosmina longirostris) a Daphnia galeata. V uvedeném mezidobí došlo k významné změně ve složení zooplanktonu, které bylo způsobeno růstem trofie vody, vymizením ponořené vegetace a vícedruhovou obsádkou ryb se zastoupením různých věkových kategorií ryb v nevypouštěném rybníku.
Mezi vzácné druhy, které lze v přírodní rezervaci spatřit, patří vážka jasnoskvrnná (Leucorrhinia pectoralis), která je vázána na kyselé vody a chráněna v celé Evropské unii. Z měkkýšů zde byl zaznamenám vzácný plž kružník severní (Gyraulus acronicus) a škeble rybničná (Anodonta cygnea).

#### Obojživelníci a plazi
V přírodní rezervaci se pravidelně rozmnožuje skokan ostronosý (Rana arvalis).

#### Ryby

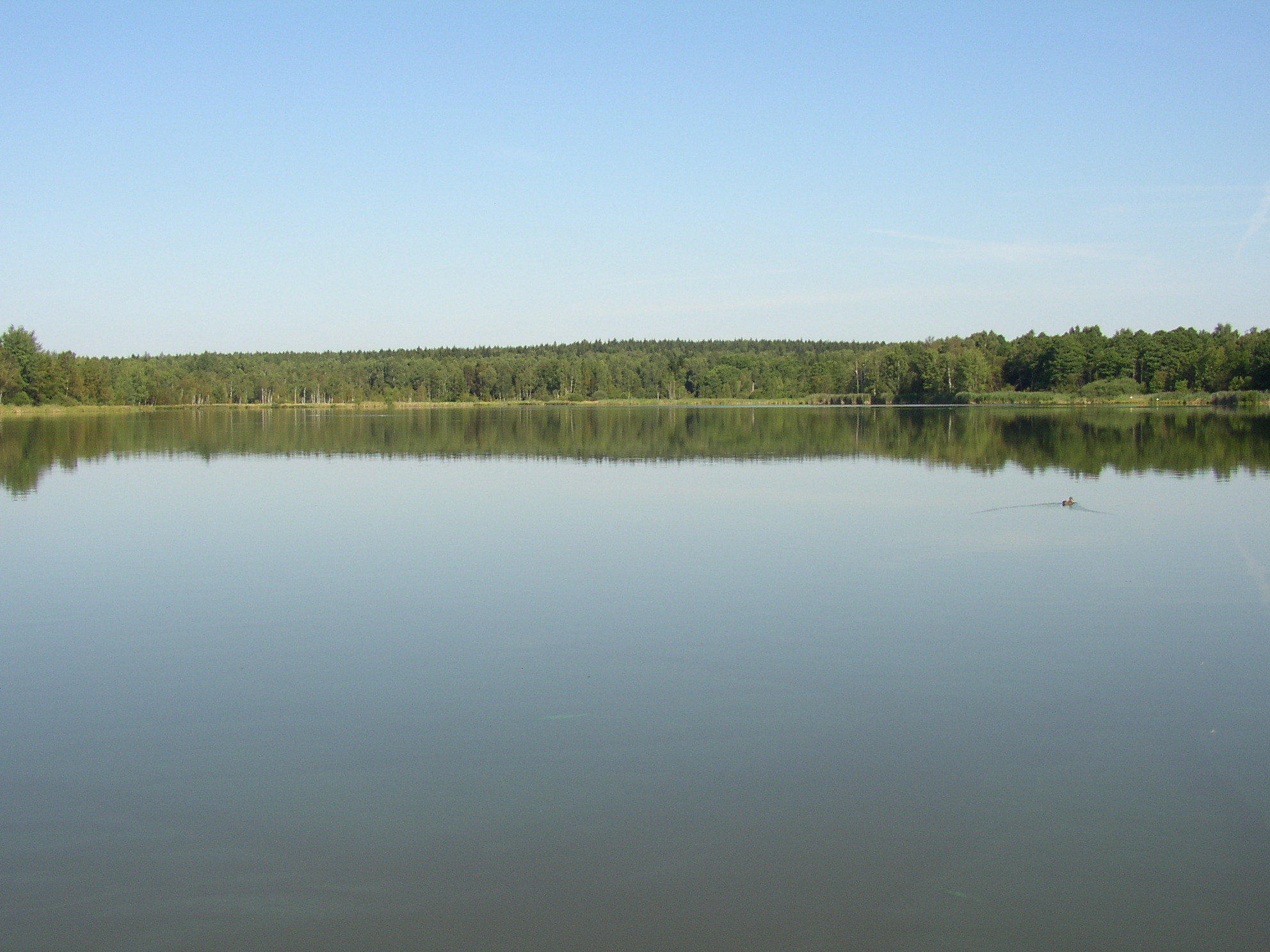
Pohled na rybník Světlík z hráze

V rybníku je podle řady ukazatelů velice vysoký počet ryb. Rybáři z Místní organizace Českého rybářského svazu Horní Podluží obhospodařují mimopstruhový rybářský revír o ploše 18 hektarů. Dle výkazů bylo v rybníce v roce 2008 do rybníka vysazeno 3658 kaprů a 2600 línů. Vyloveno bylo 2048 kaprů, 268 línů, 314 cejnů, 24 okounů, 52 dravých ryb a 312 ryb patřilo k ostatním druhům.
Rybník má nízký přírůstek mezi vysazeným a vyloveným množstvím ryb: v roce 2006 to bylo 67 kg/ha, v roce 2007 6 kg/ha a roku 2008 17 kg/ha.
V rybníce se rozmnožují i ryby, které nejsou vysazovány, především cejni a okouni. Rekreační rybolov je omezen na hráz a úseky západního a východního břehu k hrázi přiléhající. V roce 2008 bylo na rybolov vydáno 483 povolenek.

#### Ptáci
Při pozorování v roce 2009 byly zaznamenány tyto ptačí druhy: potápka roháč (Podiceps cristatus), kachna divoká (Anas platyrhynchos), kukačka obecná (Cuculus canorus), linduška lesní (Anthus trivialis), konipas bílý (Motacilla alba), kos černý (Turdus merula), drozd kvíčala (T. pilaris),
rákosník zpěvný (Acrocephalus palustris), pěnice černohlavá (Sylvia atricapilla), pěnice slavíková (S. borin), pěnice hnědokřídlá (S. communis), budníček větší (Phylloscopus trochilus), budníček menší (P. collybita), sýkora koňadra (Parus major), špaček obecný (Sturnus vulgaris), pěnkava obecná (Fringilla coelebs), zvonek zelený (Carduelis chloris), stehlík obecný (C. carduelis), strnad obecný (Emberiza citrinella), strnad rákosní (E. schoeniclus) a vrána obecná šedá (Corvus corone cornix).
Při tahu ptáků rezervace slouží jako zastávka ostralce štíhlé (Anas acuta), polákovi malému (Aythya nyroca), luňákovi hnědému (Milvus migrans) a orlovcovi říčnímu (Pandion haliaetus). Mimo jiné zde pravidelně hnízdí jeřáb popelavý (Grus grus), chřástal vodní (Rallus aquaticus) a v posledních letech zde nepravidelně hnízdí racek chechtavý (Larus ridibundus), zřejmě se zde také vyskytuje bukač velký (Botaurus stellaris) a vodouš kropenatý (Tringa ochropus). Pravidelně zde loví orel mořský (Haliaeetus albicilla). Ve vlhkých biotopech dále hnízdí bramborníček hnědý (Saxicola rubetra) a hýl rudý (Carpodacus erythrinus).

## Ochrana
Důvodem ochrany je vodní plocha s navazující litorální vegetací v regionu s malým počtem vodních ploch, vlhké, zrašeliněné a podmáčené louky s ohroženými a vzácnými druhy rostlin a živočichů, keřovité porosty vrb, migrační cesta a hnízdiště vodních a mokřadních ptáků. Hlavní důvod pro vyhlášení rezervace byl její ornitologický význam zejména coby zastávky tažných ptáků. V tomto Světlík doplňuje nedalekou rezervaci Velký rybník. Účelem přírodní rezervace je dále zachování současného stavu a vytvoření podmínek pro dlouhodobé přežití a rozvoj populací ohrožených druhů zvířat a rostlin. Podle Zbyňka Hýzlera je nutné zmírnit následky starých melioračních úprav, zlepšit vodní režim a druhovou skladbu lesa. Oba rybníky jsou na českém území výjimečné tím, že leží na severní straně pohraničních pohoří a nejsou k severu uzavřeny hradbou pohoří a jsou otevřené boreálním druhům a středoevropským druhům ptáků hnízdícím severně od České republiky, kteří neradi překonávají zalesněná pohoří. Ivo Přikryl doporučuje zredukovat mimolesní zeleň u rybníka, například v březovém háji u hráze rybníka nenahrazovat odumřelé břízy a v budoucnu v něm provozovat pastvu, která by zabránila samovolnému zmlazování háje. Mimolesní zeleně je v krajině většinou dostatek a otevřené biotopy mají mnohem vyšší cenu pro tažné ptáky.

## Turistika
Vlakem a autobusem je k přírodní rezervaci nejlepší přístup z Horního Podluží. Kolem přírodní rezervace vedou cyklostezky číslo 3015 a 3052. S přírodní rezervací Velký rybník ji spojuje Naučná stezka Velký rybník – Světlík. Autem se lze k rybníku dostat z Horního Podluží. U jihovýchodního okraje rezervace je vybudováno malé parkoviště a stojí zde zděná bouda na nářadí.